# Ваш, Габор (футболист)
Га́бор Ваш (венг. Vas Gábor; род. 29 августа 2003, Сексард) — венгерский футболист, опорный полузащитник клуба «Пакш».

## Клубная карьера
Ваш — воспитанник клубов «Толна» и «Пакш». В 2020 году в матче против «Ференцвароша» он дебютировал в чемпионате Венгрии. В 2024 году игрок помог клубу завоевать Кубок Венгрии.

## Достижения
Клубные
 «Пакш»
- Обладатель Кубка Венгрии — 2023/2024